# クタン
クタン(Cutan)は、いくつかの植物の表面の蝋を構成する2つのポリマーのうちの1つである。もう1つの、よりよく知られたポリマーは、クチンである。クチンがポリエステルであるのに対し、クタンは炭水化物ポリマーであると信じられているが、クタンの構造や合成については完全に分かっていない。クチンは、かつて考えられているほど多くの植物には含まれておらず、例えばイチョウ属はクチンを持たない。
クタンは、アルカリ加水分解で脱エステル化せず、鹸化しない成分として最初に検出された。クンシラン等では成長とともにその量が増え、早い段階でクチンを置き換えているように見える(Schmidt and Schönherr, 1982)。クタンが炭水化物ポリマーであるという証拠は、熱分解物がアルカンとアルケンの特徴的な同族列であることからきている(Nip et al. 1986)。
化石中での保存性は、クチンよりもずっと大きい。

## 関連文献
- Boom, A.; Sinninge Damsté, J.S.; de Leeuw, J.W. (2005). “Cutan, a common aliphatic biopolymer in cuticles of drought-adapted plants”. Organic Geochemistry 36 (4):  595–601. doi:10.1016/j.orggeochem.2004.10.017. ISSN 01466380.